# Sở thú thoát ế
Sở thú thoát ế (tiếng Hàn Quốc: 해치지않아, tiếng Anh: Secret Zoo) là một bộ phim hài Hàn Quốc do đạo diễn Son Jae-gon thực hiện cùng với AboutFilm và DCG Plus sản xuất. Phim bắt đầu công chiếu tại các rạp Hàn Quốc vào ngày 15 tháng 1 năm 2020 và tại Việt Nam vào ngày 14 tháng 2 năm 2020.

## Nội dung
Sở thú thoát ế kể về một sở thú trên bờ vực phá sản. Một luật sư tập sự tên Kang Tae-soo được công ty giao nhiệm vụ tiếp quản việc kinh doanh của vườn thú khi gần như tất cả các con thú đã bị bán đi. Một ý tưởng táo bạo đã được đưa ra để cứu vườn thú "thoát ế": Các nhân viên phải mặc các bộ đồ thú và diễn như những con thú thật. Mọi chuyện bất ngờ vượt khỏi tầm kiểm soát khi sở thú đột nhiên trở thành hiện tượng, vì đoạn clip "gấu Bắc Cực uống Coca" bị quay lén và lan truyền trên mạng.
Tae-soo tìm đến một người chuyên gia để thuê ông ta thiết kế mấy bộ đồ thú cho các nhân viên sở thú. Giám đốc Seo đóng giả gấu Bắc Cực, Han So-won đóng giả sư tử, Kim Hae-kyung đóng giả lười, và Kim Gun-wook đóng giả khỉ đột. Gun-wook có tình cảm với Hae-kyung nhưng không dám thổ lộ, trong khi Hae-kyung lại đi yêu một gã trai xấu tính. Tae-soo định thuê người chuyên gia làm thêm bộ đồ hươu cao cổ, nhưng ông ta đã bỏ trốn vì thiếu nợ và chỉ để lại cái đầu hươu, Tae-soo vẫn mang nó về sở thú để "diễn kịch".
Một lần Tae-soo đóng giả gấu Bắc Cực thay ông Seo, do trời nóng nên anh đã uống chai Coca do khách tham quan ném vào chuồng. Những người khách đã quay lại cảnh này và đoạn clip nhanh chóng lan truyền trên mạng. Càng ngày càng có nhiều người kéo đến sở thú để xem chú gấu uống Coca, doanh thu từ đó tăng nhanh. Với việc sở thú ăn nên làm ra, Tae-soo được trở thành luật sư chính thức của công ty JH nhưng anh nhận được tin sở thú sắp bị phá hủy để xây dựng một khu nghỉ mát.
Gã bạn trai của Hae-kyung biết hết mọi chuyện và tiết lộ với Chủ tịch Hwang của công ty JH về việc nhân viên sở thú đóng giả thú. Mặc dù tất cả thú đã bị bán đi nhưng vẫn còn một con gấu Bắc Cực tên Mũi đen ở lại sở thú. Hwang đến sở thú để vạch trần các nhân viên, vô tình chọc giận con gấu thật vì nghĩ nó là nhân viên đóng giả, khiến nó tấn công ông. Tae-soo đành phải mặc bộ đồ gấu đánh lạc hướng Mũi đen, giải cứu Hwang.
Vụ việc "thú giả" bị bại lộ, một người đồng nghiệp của Tae-soo đã giúp anh vượt qua sóng gió dư luận. Tae-soo thuyết phục chủ tịch Tập đoàn Paradise xây dựng một vườn thú sinh thái, thay vì chỉ là khu nghỉ mát đơn thuần, nữ chủ tịch đồng ý. Sau này một vườn thú sinh thái - trong đó có rất nhiều động vật - đã được xây dựng, còn Mũi đen được gửi đến một vườn thú ở Canada. Cảnh cuối phim là Tae-soo và So-won đến Canada thăm chú gấu.

## Diễn viên
- Ahn Jae-hong vai Kang Tae-soo
- Kang So-ra vai Han So-won
- Park Young-gyu vai Giám đốc Seo
- Kim Sung-oh vai Kim Gun-wook
- Jeon Yeo-been vai Kim Hae-kyung
- Park Hyuk-kwon vai Chủ tịch Hwang
- Seo Hyun-woo vai Thư ký Oh
- Jang Seung-jo vai Sungmin

## Sản xuất
Phim có sự chỉ đạo của đạo diễn Son Jae-gon, bắt đầu quay từ ngày 17 tháng 2 năm 2019 và kết thúc vào ngày 21 tháng 7 năm 2019.